# Větřkovice

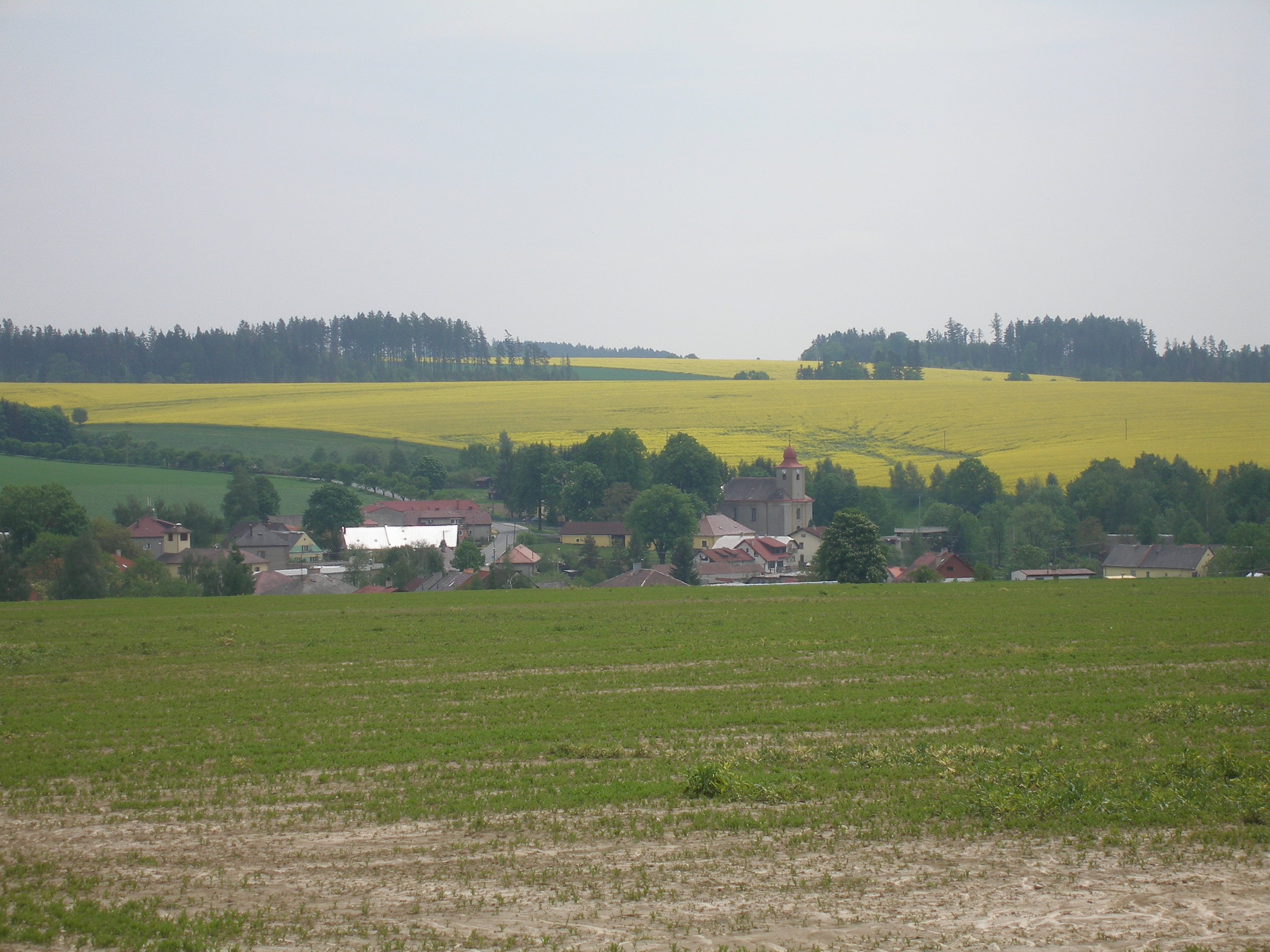
Blick auf das Ortszentrum

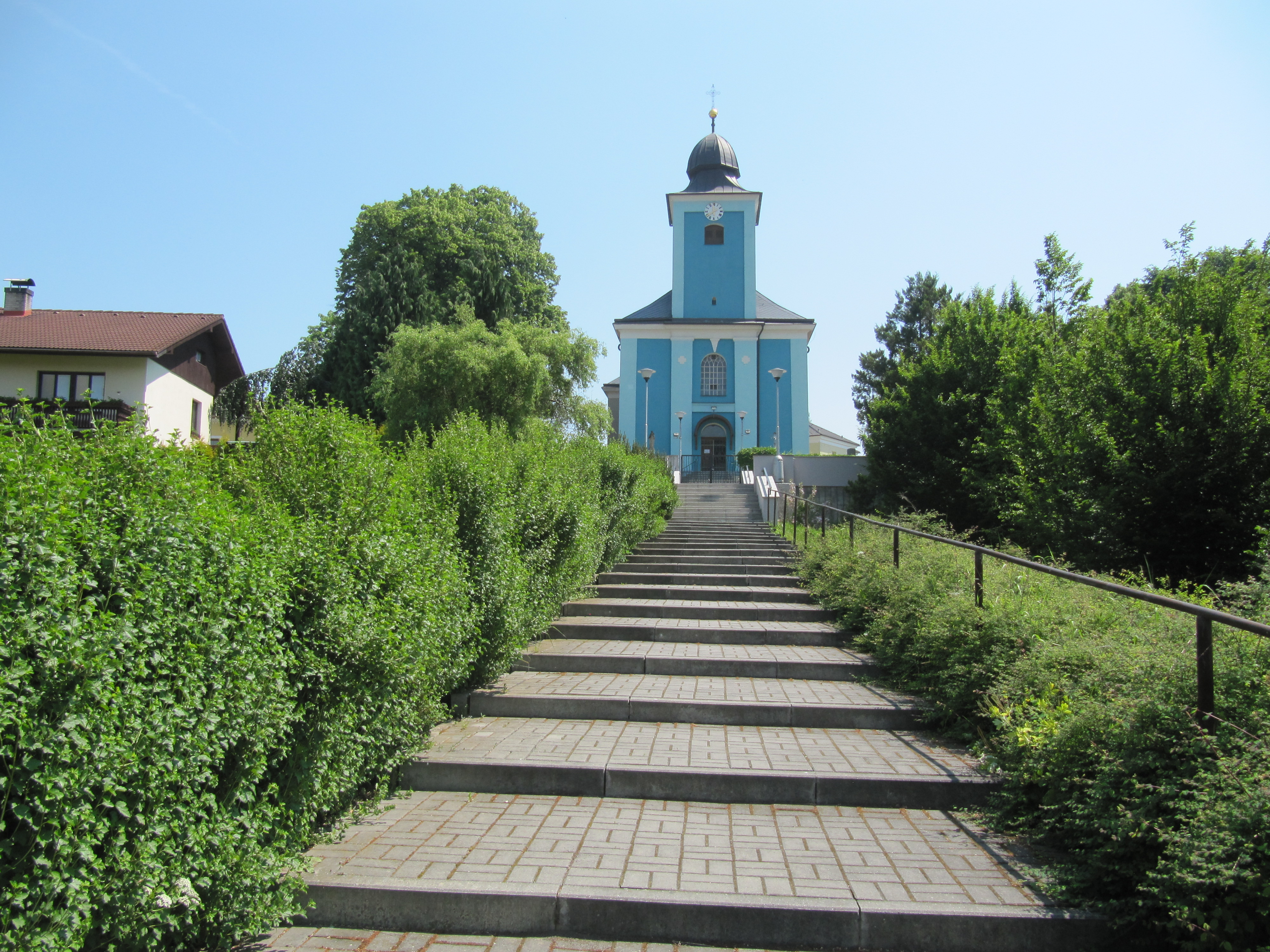
Kirche Mariä Himmelfahrt

Větřkovice (deutsch Dittersdorf) ist eine Gemeinde in Tschechien. Sie liegt fünf Kilometer östlich von Vítkov und gehört zum Okres Opava.

## Geographie
Větřkovice erstreckt sich im oberen Tal des Husí potok (Steinbach) in der Vítkovská vrchovina (Wigstadtler Berge). Nördlich erhebt sich der Kamenný vrch (518 m n.m.), im Nordosten der Na Koutech (533 m n.m.) und östlich der Tršlovec (531 m n.m.). Das Dorf liegt am Rande des Naturparks Moravice. Im Norden führt die Staatsstraße II/462 zwischen Vítkov und Lesní Albrechtice an Větřkovice vorbei.
Nachbarorte sind Vendelín und Jelenice im Norden, Lesní Albrechtice und Březová im Nordosten, Dršlovec und Gručovice im Osten, Jančí und Vrchy im Südosten, Dolejší Kunčice und Nové Vrbno im Süden, Klokočov im Südwesten, Vítkov im Westen sowie Horní Ves, Prostřední Dvůr und Veselka im Nordwesten.

## Geschichte
Větřkovice ist eine der wenigen Ortschaften, deren Gründungsurkunde erhalten ist. Im Jahre 1298 überließ der Propst Lupus des Benediktinerklosters Březová (Briesau) einem Lokator Walter und dessen Erben ein Waldstück zur Gründung eines Dorfes. Dieses wurde nicht – wie üblich – nach dem Gründer oder dem Lokator benannt; zu Ehren des Olmützer Domherren Dietrich von Füllstein erhielt es den Namen Dyttreichsdorph (Dětřichovice). Das so entstandene Waldhufendorf wurde auf 20 Jahre von den Abgaben befreit. Der Lokator erhielt zwei Lahn, ein Drittel der gerichtlichen Sühnegelder und die Einkünfte von jeder siebten Lahn. Außerdem erhielt er das Recht auf einen Kretscham und zwei Mühlen sowie die Ansiedlung eines Metzgers, Bäckers, Schusters, Schmiedes und Baders. Der Lokator und die ersten Siedler waren Deutsche, später siedelten sich zunehmend Tschechen an.
Bis zu den Hussitenkriegen gehörte das Dorf zur Propstei Březová. Nach deren Zerstörung durch die Hussiten im Jahre 1427 wurden deren Güter zwischen den Herrschaften Grätz und Fulnek aufgeteilt, wobei Dittersdorf nach Grätz untertänig wurde. Besitzer waren ab dieser Zeit zunächst die Herzöge von Troppau, ab 1535 wurde die Herrschaft Grätz vom Herzogtum Troppau abgetrennt und verpfändet. Im Grätzer Urbar von 1574 trugen von den 44 Grundbesitzern lediglich sieben deutsche Namen. In den Gerichtsurkunden wurde das Dorf Jetřichovice genannt, in den Matriken wurde zumeist Větřichovice geschrieben. Das älteste Ortssiegel stammt aus dem Jahre 1700 und zeigt einen Mann mit Sense.
Im Jahre 1834 bestand Dittersdorf bzw. Witrkowice aus 100 hölzernen Häusern, in denen 651 Personen lebten. Ein Drittel der Einwohner war deutschsprachig. Haupterwerbsquelle bildeten der Ackerbau und die Viehzucht. Im Ort gab es eine hölzerne Filialkirche, eine Erbrichterei und eine von der Gemeinde unterhaltene Schule. Abseits lag die Waldmühle (Větřkovický mlýn). Pfarrort war Briesau. Zwischen 1837 und 1841 erfolgte der Bau einer neuen Kirche; nach deren Fertigstellung wurde die alte Holzkirche abgebrochen. Bis zur Mitte des 19. Jahrhunderts blieb Dittersdorf der Minderherrschaft Grätz untertänig.
Nach der Aufhebung der Patrimonialherrschaften bildete Dětřichovice / Dittersdorf ab 1849 eine Gemeinde im Gerichtsbezirk Wigstadtl. Ab 1869 gehörte Dittersdorf zum Bezirk Troppau. Zu dieser Zeit hatte das Dorf 736 Einwohner und bestand aus 110 Häusern. 1898 wurde eine Pfarrei eingerichtet. Im Jahre 1900 lebten in Jetřichovice / Dittersdorf 755 Personen, 1910 waren es 787. Seit Anfang des 20. Jahrhunderts wird Větřkovice als tschechischer Ortsname verwendet. Im Jahre 1930 bestand Dittersdorf aus 173 Häusern und hatte 754 Einwohner; 1939 waren es 742. Nach dem Münchner Abkommen wurde die mehrheitlich lachischsprachige Gemeinde 1938 dem Deutschen Reich zugesprochen und gehörte bis 1945 zum Landkreis Troppau. Im selben Jahr wurde Neu Würben von Gerlsdorf nach Dittersdorf umgemeindet. Nach dem Ende des Zweiten Weltkrieges kam die Gemeinde zur Tschechoslowakei zurück, die deutschsprachige Minderheit wurde vertrieben. 1949 wurde Větřkovice dem neu gebildeten Okres Vítkov zugeordnet, der bei der Gebietsreform von 1960 wieder aufgehoben wurde. Im Jahre 1950 hatte das Dorf 584 Einwohner. Die nach dem Zweiten Weltkrieg wieder rückgängig gemachte Eingemeindung von Nové Vrbno wurde 1951 wieder vorgenommen. 1961 erfolgte die Eingemeindung von Jelenice. Zwischen 1979 und 1991 war Větřkovice nach Vítkov eingemeindet. Seit 1996 führt die Gemeinde ein Wappen und Banner. Beim Zensus von 2001 lebten in den 214 Häusern der Gemeinde 780 Personen, davon 757 in Větřkovice (206 Häuser) und 23 in Nové Vrbno (8 Häuser).

## Gemeindegliederung
Die Gemeinde Větřkovice besteht aus den Ortsteilen Nové Vrbno (Neu Würben) und Větřkovice (Dittersdorf). Zu Větřkovice gehört zudem die Einschicht Dršlovec (Droschlowetz).
Das Gemeindegebiet gliedert sich in die Katastralbezirke Nové Vrbno und Větřkovice u Vítkova.

## Sehenswürdigkeiten
- Kirche Mariä Himmelfahrt, erbaut 1837–1841. Seit 1898 ist sie Pfarrkirche.
- Mariensäule, vor der Kirche
- Gedenkstein für die Gefallenen des Ersten Weltkrieges, enthüllt 1931
- Statue des hl. Felix in Nové Vrbno
- Kapelle Unserer Lieben Frau der Schmerzen in Nové Vrbno

## Gemeindepartnerschaften
- Turčianske Kľačany (Slowakei), seit 2005[7]